# Dasymaschalon glaucum
Dasymaschalon glaucum là loài thực vật có hoa thuộc họ Na. Loài này được Elmer Drew Merrill và Trần Hoán Dong mô tả khoa học đầu tiên năm 1935.

## Phân bố
Loài này có ở Lào, bắc, đông bắc và tây nam Thái Lan (các tỉnh Chiang Mai, Nong Khai, Prachuap Khiri Khan và Ratchaburi), Trung Quốc (Hải Nam, Quảng Tây) và Việt Nam. Môi trường sống là rừng trên dốc núi cao trên núi đá vôi và sa thạch, ở cao độ 200-2400 m.

## Mô tả
Cây gỗ cao tới 8 m. Cành nhẵn nhụi hoặc có lông khi còn non. Cuống lá 4,5-10 mm, có lông thưa; phiến lá hình elip đến hình trứng ngược, 10,5-21 × 4-8 cm, giống da hoặc gần giống da, cả hai mặt đều nhẵn nhụi, phía xa trục lục xám, gân giữa phía xa trục nhẵn nhụi và phía gần trục có lông thưa, gân phụ 8-15 ở mỗi bên của gân giữa và phẳng hoặc chìm, đáy hơi hình tim, đỉnh nhọn hoắt. Hoa trên các cành non. Cuống hoa 1,7-1,9 cm, có lông rất thưa. Lá đài 2,5-3 × 2,5-3 mm. Cánh hoa màu đỏ tía, hình trứng, 2,6-4,2 × 0,8-1 cm, giống da, vặn xoắn, mé ngoài rậm lông; khoang hoa khoảng 6 mm, khoảng 20% chiều dài cánh hoa. Nhị nhiều; mô liên kết cắt đỉnh đến thuôn tròn; phấn hoacos gai nhọn. Lá noãn nhiều; đầu nhụy có lông thưa. Cuống quả 0,7-5,5 cm, nhẵn nhụi hoặc có lông thưa; cuống đơn quả 4-15 mm; đơn quả màu đỏ đến nâu, hình elipxoit khi 1 hạt hoặc hình chuỗi khi có hơn 1 hạt, 1,6-5,5 cm × 5-8 mm, đỉnh nhỏ 0,3-4 mm; chỗ thắt rộng 1,2-3,5 mm. Hạt 1-6 mỗi đơn quả, hình elipxoit, 6,5-13 × 4,8-7 mm. Ra hoa tháng 5-6 hoặc 8-10, tạo quả tháng 4-12, đôi khi đến tháng 2 năm sau.

## Tên gọi khác
Tên gọi trong tiếng Trung là 白叶皂帽花 (bạch diệp tạo mạo quả). Tại Thái Lan gọi là bu-rong Bai Nuan.